# Riley Steele
Riley Steele (San Diego, 26 agosto 1987) è un'attrice pornografica statunitense.

## Biografia
Riley è cresciuta ad Escondido, California, e prima di incominciare la sua carriera da attrice in film per adulti, lavorò per Starbucks e ad un bar presso un circolo di golf. Incontrò la pornostar Jesse Jane durante le riprese di Pirates, dove quest'ultima le consigliò di entrare nel business del porno, e diede a Riley il suo biglietto da visita. Steele contattò Joone, il fondatore di Digital Playground, il quale le fece firmare un contratto esclusivo lo stesso giorno. La sua prima scena risale al 2008 nel film Pirates II: Stagnetti's Revenge.
Nel 2009 si è sottoposta ad un intervento per l'aumento del seno. Nel gennaio 2011, Riley ha preso parte alla conduzione di AVN Awards insieme a Tori Black.
Steele è apparsa nel film horror Piranha 3D e, nel 2011, nelle serie televisive Life on Top e NTSF:SD:SUV::.
In carriera ha girato 252 scene, vincendo numerosi premi in tutti i più importanti concorsi del settore, soprattutto quelli assegnati dai fan.

## Riconoscimenti
- AVN Awards
  - 2011 – Crossover Star of the Year[7]
  - 2011 – Best All-Girl Group Sex Scene per Body Heat con Kayden Kross, Jesse Jane, Katsuni e Raven Alexis[8]
  - 2011 – Wildest Sex Scene per Body Heat con Kayden Kross, Jesse Jane, Katsuni e Raven Alexis (Fan Award)[9]
  - 2012 – Best Body (Fan Award)[10]
  - 2012 – Favorite Pornstar (Fan Award)[11]
  - 2012 – Hottest Sex Scene per Babysitters 2 con Kayden Kross, Jesse Jane, Stoya, BiBi Jones e Manuel Ferrara (Fan Award)[12]
  - 2012 – Twitter Queen (Fan Award)[13]
  - 2013 – Favorite Body (Fan Award)[14]
  - 2013 – Favorite Pornstar (Fan Award)[15]
  - 2014 – Favorite Female Pornstar (Fan Award)[16]
  - 2015 – Favorite Female Pornstar (Fan Award)[17]
  - 2025 - Hall of Fame - Video Branch[18]
- XBIZ Awards
  - 2011 – Crossover Star of the Year[19]
  - 2013 – Best Sex Scene - Vignette Release per In Riley's Panties con Erik Everhard[20]
  - 2013 – Best Sex Scene - All Girl per Mothers and Daugheters con Jesse Jane, Kayden Kross, Selena Rose e Vicky Chase[21]
  - 2014 – Best Scene - Feature Movie per Code of Honor con Jesse Jane, Kayden Kross, Stoya, Selena Rose e Manuel Ferrara[22]
  - 2016 – Best Actress - Parody Release per Barbarella XXX: An Axel Braun Parody[23]
  - XRCO Award
  - Mainstream Adult Media Favorite[24]

## Filmografia
- Naked Aces 5 (2008)
- Pirates II: Stagnetti's Revenge (2008), di Joone
- Bad Girls 2 (2009)
- Jack's POV 14 (2009)
- Jack's Teen America 23 (2009)
- Nurses 1 (2009)
- Riley Steele: Chic (2009)
- Riley Steele: Honey (2009)
- Riley Steele: Perfect Pet (2009)
- Riley Steele: Scream (2009)
- Teachers (2009)
- Bad Girls 3 (2010)
- Bar Pussy (2010)
- Body Heat (2010)
- Fly Girls (2010)
- Riley Steele: Love Fool (2010)
- Riley Steele: Roommates (2010)
- Riley Steele: So Fine (2010)
- Smiths (2010)
- Strict Machine (2010)
- Strip for Me (2010)
- Teenlicious (2010)
- That's My Girl (2010)
- 7 Minutes in Heaven (2011)
- Assassins (2011)
- Babysitters 2 (2011)
- Cherry 1 (2011)
- Cherry 2 (2011)
- Escort (II) (2011)
- Fighters (2011)
- In Riley's Panties (2011)
- Like Sister Like Slut (2011)
- Masseuse 1 (2011)
- Masseuse 4 (2011)
- New Dad in Town (2011)
- Riley Steele: Lights Out (2011)
- Riley Steele: Satisfaction (2011)
- Tara's Titties (2011)
- Top Guns (2011)
- Watching You 2 (2011)
- Code of Honor (2012)
- Con Job (2012)
- Cooking With Kayden Kross (2012)
- Deceptions (2012)
- For Rent (2012)
- Home Wrecker 2 (2012)
- Home Wrecker 3 (2012)
- Just Like Mom (2012)
- Love Jesse (2012)
- Mothers and Daughters (2012)
- Nurses 2 (2012)
- Pretty Panties (2012)
- Riley Steele: Looking for Love (2012)
- Self Pic (2012)
- Skip Trace (2012)
- Skip Trace 2 (2012)
- Stripper Pole (2012)
- Swingers (2012)
- Trouble at the Slumber Party (2012)
- When Daddy's Away (2012)
- Code of Honor (2013)
- Falling Out (2013)
- Girlfriend Exchange (2013)
- Jack Attack (2013)
- Porno Pranks (2013)
- Riley Goes Gonzo (2013)
- She Looks Like Me (2013)
- Snow White XXX: An Axel Braun Parody (2014)
- Barbarella XXX: An Axel Braun Parody (2014)
- Sleeping Beauty XXX: An Axel Braun Parody (2014)
- School of Fuck (2015)
- Stoya's Yearbook (2015)

### Film commerciali
- Piranha 3D (2010), nel ruolo di Crystal
- Life on Top (2011), in dieci episodi, nel ruolo di Tippi
- NTSF:SD:SUV:: (2011), nel ruolo di Erica, nell'episodio 7 della stagione 1
- The Girl's Guide to Depravity (2012), in otto episodi, nel ruolo di Kaylie